# Damião Freire de Bettencourt Pego
Damião Freire de Bettencourt Pego (Almeida, 13 de Abril de 1826 —  ?) foi um militar português.
É co-autor, junto com António Belo de Almeida Júnior, dos Tombos dos Fortes da Ilha Terceira, importante fonte historiográfica sobre o conjunto de fortificações que defendiam a costa da Ilha Terceira, nos Açores.

## Biografia
Filho de José Freire de Andrade da Fonseca Pego e de D. Maria Clara de Lacerda Bettencourt, foi aluno do Real Colégio Militar, tendo se alistado no Regimento de Infantaria n° 7 aos 18 anos de idade. Nesse mesmo ano (1844), a 3 de Setembro, foi graduado em Aspirante a Oficial, tendo sido promovido a Alferes em Dezembro de 1846.
Em 1856 estava em comissão no Ministério das Obras Públicas, razão pela qual terá sido enviado, anteriormente a 1858, a Angra do Heroísmo, onde exerceu as funções de Engenheiro, vindo a desempenhar por três vezes o cargo de Director das Obras Públicas dessa cidade. Em 1868 foi colocado na 5ª Divisão em comissão de Engenharia.
Executou o serviço de tombação das propriedades do Ministério da Guerra nos Açores, a pedido próprio, em 1881. Em Setembro do mesmo ano foi chamado a Lisboa para passar a limpo os desenhos e as memórias dos trabalhos, os da Ilha Terceira já elaborados em grande parte por Almeida Jr., mas sem a sistematização nem as escalas nesse ínterim determinadas.
Em 1882 regressou aos Açores, a executar o levantamento de novos tombos, e em 1885 a actualizar as descrições anteriores.
Foi promovido a Major (1877) e a Coronel (23 de Janeiro de 1884). Foi distinguido com o grau de Cavaleiro da Ordem Militar de Avis, com a medalha de prata de Comportamento Exemplar e com o grau de Comendador da Ordem de Cristo.
Desposou Emília Carlota Barbosa em Angra do Heroísmo (1 de Janeiro de 1852), tendo nascido da união:
1. Maria do Livramento Bettencourt Pego;
2. Maria Margarida Bettencourt Pego; e
3. Maria Cândida Bettencourt Pego.